# 寧邊線
宁边线（朝鲜语：／ Nyŏngbyŏn sŏn */?）是朝鮮民主主義人民共和國的一條鐵道線路，站點為平安北道寧邊郡的八院青年站到分江站。

## 路线概况
- 距离：7.2km
- 车站数：2
- 轨距：1435mm
- 电气化区间：无
- 复线区间：无